# Opatija Marija Zvijezda
Opatija "Marija Zvijezda" (Mariastern) je samostan trapističkog reda u Bosni nedaleko Banje Luke. Utemeljio ga je sluga Božji Franz Pfanner u drugoj polovici 19. stoljeća dok su Bosnom i Hercegovinom još vladali Turci. Godine 1869. grupa od 7 monaha iz njemačke opatije Mariawald došla je u Banju Luku i osnovala trapistički samostan "Marija Zvijezda". Prvi poglavar bio je Don Franz Pfanner.
Samostan je zatvoren 2017. godine.

## Nekada najveći trapistički samostan na svijetu
Do prije Prvoga svjetskog rata, brojna trapistička zajednica (preko 200 monaha), uz kontemplativni život, aktivno je djelovala na kulturnom području. Napravili su poznatu pivovaru, prvu privatnu hidrocentralu, proizvodili poznati sir "Trapist", držali zanatske škole. Do Prvoga svjetskog rata bila je to najveća opatija trapističkog reda u svijetu. Život samostana s nešto manjim brojem monaha nastavljen je u svom redovitom ritmu izmjene molitve, rada i odmora sve do sljedećeg svjetskog rata. Drugi svjetski rat i komunistički režim zadali su najteži udarac ovom samostanu od kojega se do danas nije oporavio.

## Težak udarac II. svjetskog rata
Bježeći pred komunističkim partizanima "Mariju Zvijezdu" napušta velik broj braće koja se kasnije nastanjuju u austrijskom samostanu Engelszell. Preostali trapisti u "Mariji Zvijezdi" izloženi su komunističkim progonima,  zatvarani i maltretirani. Samostanu su oduzeti svi posjedi, zgrade, strojevi, pa čak i sama glavna zgrada samostana. Mala skupina preostalih i preživjelih monaha nastavila je, koliko je to u onim okolnostima bilo moguće, redovnički život. Budući da su ostali bez svega, od biskupije im je povjereno vođenje novoutemeljene župe, kako bi imali barem neka sredstva za život. Trapsti su inače monaški red posvećen povučenom kontemplativnom životu, prema geslu sv. Benedikta: "Moli i radi" (lat. "Ora et labora"), pa je ovo preuzimanje župe i župnog pastoralnog rada jedini takav slučaj u svijetu, nužnost uzrokovana teškim prilikama.
Poslije potresa u Banjoj Luci 1969. godine trapisti iz Banje Luke nastanjuju se u Franjevački samostan u Kloštar Ivaniću. Ondje ostaju do 1977. godine kada se vraćaju u svoju obnovljenu crkvu i novu samostansku kuću.

## Danas najmanji trapistički samostan na svijetu
Stanje nakon posljednjeg rata i srpske agresije u Bosni i Hercegovini još se više pogoršalo. Banja Luka je postala glavni grad entiteta Republike Srpske, katoličko i drugo nesrpsko stanovništvo je u velikoj većini protjerano, a sada nakon rata bilježi se tek manji broj povratnika. Danas je "Marija Zvijezda" najmanja zajednica trapističkog reda u kojoj žive samo dva monaha.
Austrijski novinar Nikolaus Friedwagner napisao je malu monografiju o povijesti ovog trapističkog samostana. Izdana je 2005. godine, dvojezično, na hrvatskom i njemačkom jeziku:
Nikolaus Friedwagner: Marija Zvijezda i njezini trapisti/Mariastern und seine Trappisten, Banja Luka 2005.

## Vanjske poveznice
Arhivirana inačica izvorne stranice od 26. kolovoza 2009. (Wayback Machine)